# Excorallana bruscai
Excorallana bruscai är en kräftdjursart som beskrevs av Delaney 1984. Excorallana bruscai ingår i släktet Excorallana och familjen Corallanidae. Inga underarter finns listade i Catalogue of Life.